# انجمن جامعه‌شناسی آمریکا
انجمن جامعه‌شناسی آمریکا (انگلیسی: American Sociological Association) به سال ۱۹۰۵ به عنوان یک سازمان غیرانتفاعی با هدف پیشرفت و رشد دانش جامعه‌شناسی پا به عرصه گذاشت. بسیاری از اعضای آن نیز چهره‌هایی آکادمیک بودند ولی نزدیک به ۲۰ درصد اعضا نیز در مشاغل دولتی، تجاری یا غیرانتفاعی اشتغال داشتند.
این انجمن همه ساله همایش دانشگاهی با عنوان کنفرانس سالانه انجمن جامعه‌شناسی آمریکا را برگزار می‌کند. صد و سومین کنفرانس سالانه این انجمن در بوستن آمریکا به سال ۲۰۰۸ توجه پنج هزار تماشاگر را به خود جلب کرد. این انجمن چندین ژورنال دانشگاهی را منتشر می‌کند.